# Trissolcus
Trissolcus ist eine Gattung in der Hautflüglerfamilie Scelionidae. Das Taxon geht auf den US-amerikanischen Entomologen William Harris Ashmead im Jahr 1893 zurück. Typusart ist Telenomus brochymenae Ashmead, 1881. Die Gattung gehört zur Unterfamilie Telenominae.

## Merkmale
Masner (1976) gibt einen Schlüssel der Gattung. Verglichen mit Telenomus beinhaltet Trissolcus sehr robuste Arten, häufig mit verkürzter Notauli, mit unbehaarten Facettenaugen sowie mit einem viel breiteren basalen Metasoma.

## Lebensweise
Die Gattung Trissolcus parasitiert Wanzeneier der Teilordnung Pentatomomorpha (Baumwanzen i. w. S.). Einige Arten werden zur biologischen Schädlingsbekämpfung eingesetzt.

## Verbreitung
Die Gattung Trissolcus kommt in allen zoogeographischen Zonen vor, sowohl in der gemäßigten als auch in der tropischen Klimazone.

## Arten (Auswahl)
Die Gattung umfasst etwa 170 beschriebene Arten.
Im Folgenden eine Auswahl:
- Trissolcus aloysiisabaudiae (Fouts, 1930) – Afrotropis, Orientalis
- Trissolcus atys (Nixon, 1935) – Afrotropis, Paläarktis
- Trissolcus basalis (Wollaston, 1858) – kosmopolitisch
- Trissolcus brevinotaulus Matsuo, Hirose & Johnson, 2020 – Japan[4]
- Trissolcus brochymenae (Ashmead, 1881) – Nearktis
- Trissolcus corai Talamas, 2017 – Ostpaläarktis
- Trissolcus cultratus (Mayr, 1879) – Paläarktis
- Trissolcus edessae Fouts, 1920 – Nearktis
- Trissolcus elasmuchae (Watanabe, 1954) – Paläarktis
- Trissolcus euschisti (Ashmead, 1888) – Nearktis
- Trissolcus gonopsidis (Watanabe, 1951) – Japan, Vietnam
- Trissolcus grandis (Thomson, 1860) – Westpaläarktis, Orientalis
- Trissolcus hyalinipennis (Rajmohana & Narendra, 1893) – Orientalis, Westpaläarktis
- Trissolcus japonicus (Ashmead, 1904) – Paläarktis
- Trissolcus latisulcus (Crawford, 1913) – Orientalis
- Trissolcus mitsukurii (Ashmead, 1904) – Paläarktis, Orientalis, Australien
- Trissolcus oenone (Dodd, 1913) – Australien
- Trissolcus pentatomidis Risbec, 1956 – Madagaskar
- Trissolcus planifrons (Risbec, 1950) – Madagaskar
- Trissolcus scutellaris (Thomson, 1861) – Paläarktis
- Trissolcus semistriatus (Nees, 1834) – Paläarktis, Nearktis, Orientalis
- Trissolcus solocis Johnson, 1985 – Nearktis
- Trissolcus suranus (Nixon, 1936) – Afrotropis
- Trissolcus tsimbazazae (Nixon, 1953) – Madagaskar
- Trissolcus urichi Crawford, 1912 – Neotropis
- Trissolcus vesta Kozlov & Le, 1893 – Russland
- Trissolcus viktorovi Kozlov, 1968 – Westpaläarktis
- Trissolcus yamagishii Ryu, 1984 – China